# Лимбуршки језик
Лимбуршки језик (Limburgs, Lèmburgs) спада у групу западногерманских језика и говори се у провинцијама Лимбург у Холандији и Белгији, и у неким регионима Немачке. Сличан је немачком и холандском, али има јединствене карактеристике као што су тоналитет и систем падежа којих има седам.